# دریای بارنتز
دریای بارنتز (به نروژی: Barentshavet و به روسی: Баренцево море)، انشعابی است از اقیانوس منجمد شمالی و به دور از مرکز آن که ۸۰۰ مایل (۱٬۳۰۰ کیلومتر) درازا، ۶۵۰ مایل (۱٬۰۵۰ کیلومتر) پهنا و ۵۴۲٬۰۰۰ مایل مربع (۱٬۴۰۵٬۰۰۰ کیلومتر مربع) مساحت دارد. میانگین ژرفای آن ۷۵۰ فوت (۲۲۹ متر) است که در عمیق‌ترین مکان به ۲٬۰۰۰ پا (۶۰۰ متر) می‌رسد. دریای بارنتز از شمال توسط مجمع‌الجزایر سوالبارد و سرزمین فرانتس یوزف، از جنوب توسط سرزمین اصلی روسیه و نروژ، از شرق به وسیله جزایر نُوایا زِملیا، و در غرب توسط مرزهای قراردادی دریای گرینلند احاطه شده‌است.
این دریا در بین وایکینگها و مردم روسیه سده‌های میانه، دریای مورمان خوانده می‌شد، اما به افتخار «ویلیام بارنتز»، دریانورد هلندی، و کاوشگر گذرگاه‌های شمال‌شرق اروپا به سمت آسیا، در سال ۱۸۵۳ میلادی نام او بر این دریا نهاده شد.